# Casa de Dameto
La casa de Dameto fou una casa nobiliària del Regne de Mallorca originària de Florença. Els seus membres foren ciutadans destacats, cavallers i militars, i d'ençà del segle xvii anà vinculada al títol de marquès de Bellpuig. A la mort de Joana Adelaida de Rocabertí Dameto i de Verí el 1899 acabà la branca principal dels Dametos, marquesos de Bellpuig, i el títol passà a la família Satorras. Actualment n'és continuadora una branca menor escindida el segle xvi, ja sense els títols nobiliaris. Fou una de les Nou Cases. Les seves possessions han deixat petja en la toponímia mallorquina al llarg de la història, com ara Son Catlar d'en Dameto (Campos) i Son Dameto (Esporles); a Palma, la barriada de Son Dameto també té l'origen en una antiga possessió de la família. També a Palma, la casa pairal d'una branca menor rep el nom de Can Dameto de la Quartera, mentre que la de la branca major era anomenada Cal Marquès de Bellpuig. L'antiga posada a Campos d'una branca de la família també rep el nom de Can Dameto.

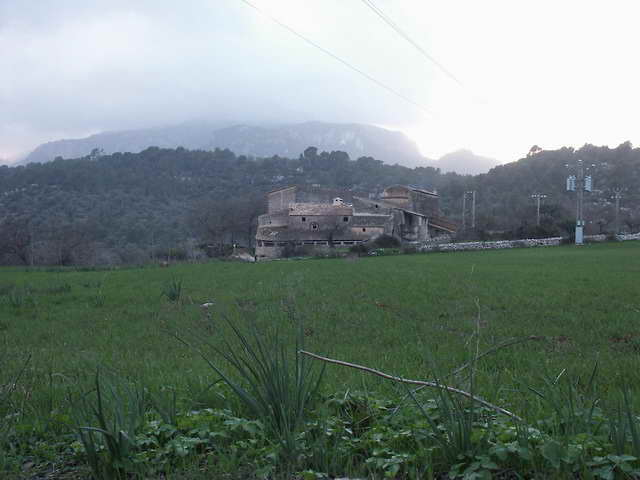
Son Dameto (Esporles)

La casa fou fundada per Nicolino Dameto, un ciutadà florentí establert a la ciutat de Mallorca cap a 1348 i casat amb Catalina de Montsó. Fou síndic d'Aragó el 1365, i deixà dos fills: Paganino i Nicolino Dameto i de Montsó, tots dos ciutadans de Mallorca. Amb els néts de Paganino acabà la seva línia; Nicolino, jurat en cap el 1414, es casà amb Margalida Vivot i tengué dos fills, Nicolau i Joan, que fundaren sengles branques. La de Nicolau entroncà amb els Pardo, i s'extingí durant les Germanies. La línia de Joan Dameto i de Vivot continuà amb el seu fill Albertí Dameto i de Capcir, qui adquirí 1442 l'honor de Bellpuig a Berenguer de Vivot i testà el 1444, instituint dos fideïcomisos sobre l'Alqueria Blanca i sobre Bellpuig d'Artà. El primer fideïcomís fou pel seu fill Joan Dameto i de Pacs, i quan la línia acabà la successió dues generacions més tard, el fideïcomís de l'Alqueria Blanca passà a la branca major, la de Damià Dameto i de Pacs, germà de Joan i senyor de Bellpuig, mort cap a 1465.
La casa de Dameto es dividí en dues grans branques al segle xvi amb Albertí i Pere Dameto i Descatlar, besnéts de Damià Dameto i de Pacs. Albertí, que serví el rei Carles en la jornada d'Alger i morí el 1571, fou senyor de Bellpuig i es casà amb Lucrècia Cotoner i Sureda de Sant Martí, qui foren pares de Joan Dameto i Cotoner, cronista del Regne de Mallorca, i Albertí Dameto i Cotoner (1566-1635). Aquest darrer fou governador de tota la cavalleria del Regne i cavaller de l'Orde de Sant Jaume, i el 1625 Felip IV li concedí el títol de marquès de Tornigo sobre els seus territoris al Milanesat. Casat amb Isabel de Quint i de Burgues el 1583, foren pares d'Albertí Dameto i de Quint, qui heretà el títol de marquès de Torbigo del seu pare. Però el mateix Felip IV el 1637 extingí aquest títol i elevà a la categoria de marquesat el territori de Bellpuig d'Artà amb la concessió de jurisdicció civil i criminal sobre les seves possessions a Artà i a Bunyola, i així nasqué el marquesat de Bellpuig. Albertí es casà amb Bàrbara de Vivot i de Malferit, i d'aquest matrimoni nasqué Antoni Dameto i de Vivot (1605-1638), cavaller de l'Orde d'Alcàntara, qui no heretà els títols del pare perquè morí abans que el pare. Estava casat amb Beatriu de Rocabertí i de Boixadors, i foren pares de dos fills que iniciaren cases separades.
El fill major, Albertí Dameto i de Rocabertí (1627-1661), fou el segon marquès de Bellpuig, i fou pare de Pere Dameto Espanyol, nascut el 1655 i tercer marquès de Bellpuig, qui tengué una filla, Margalida Dameto i Nunis de Santjoan, que no el pogué succeir perquè el títol estava fideïcomès agnatíciament, i així el títol passà al germà del seu pare, Albertí Dameto i Espanyol (1658-1727), cavaller de l'Orde de Calatrava i casat amb Beatriu de Sales. Com que morí sense fills legítims, la línia començada per Albertí Dameto i de Rocabertí s'extingí, i el marquesat passà a la branca iniciada pel seu germà petit, Antoni Dameto i de Rocabertí (1631-1718). El seu fill Francesc Dameto i de Togores, nat el 1675 i casat amb la seva neboda Margalida Dameto i Nunis de Santjoan, fou l'hereu d'Albertí Dameto i Espanyol i, per tant, marquès de Bellpuig. El seu germà major Antoni Dameto i de Togores continuà amb la línia fideïcomissària i acabà amb la seva besnéta, Francesca Dameto i Sureda, casada amb Josep Quint Safortesa i Sureda.

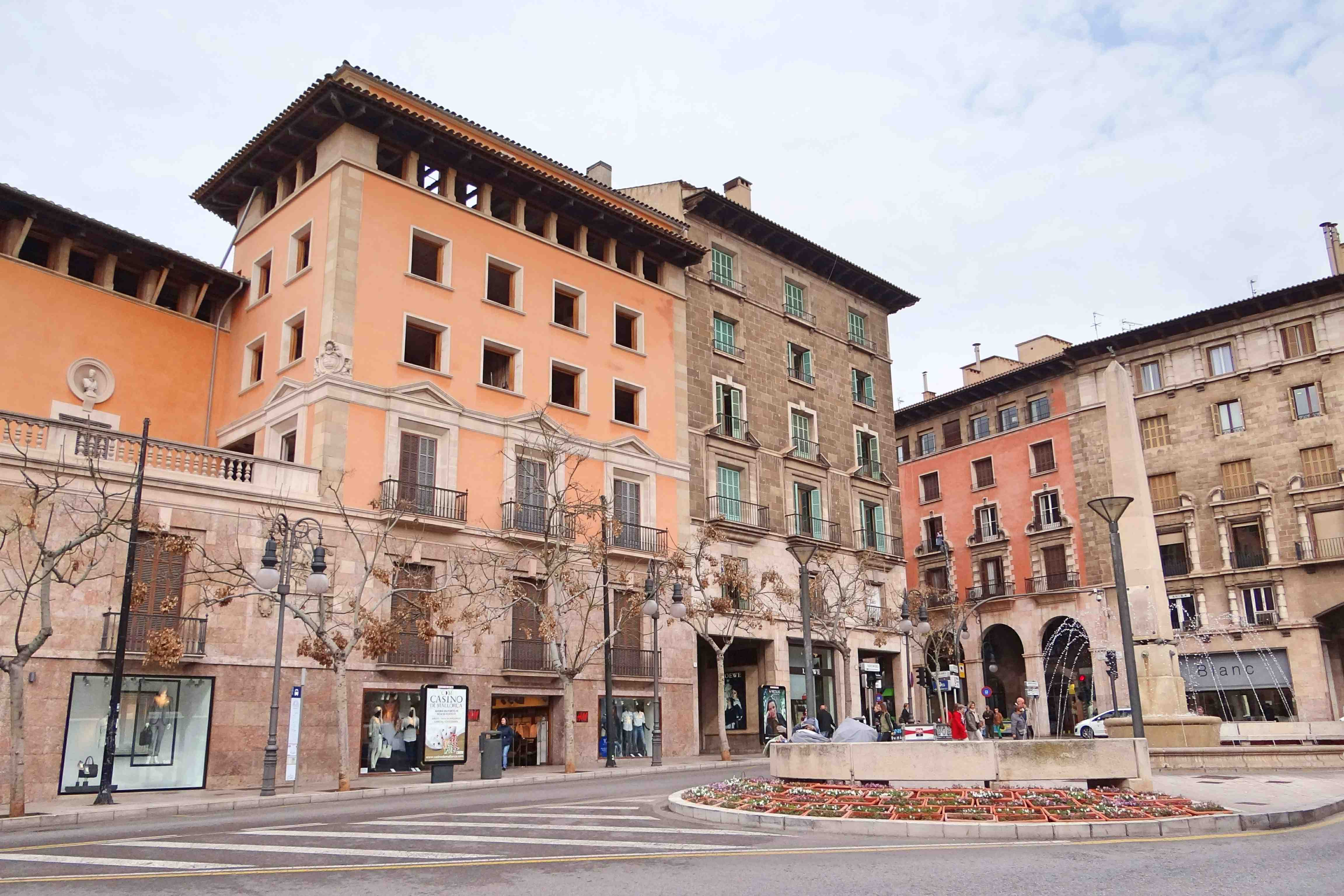
A l'esquerra, la façana, molt modificada, de Cal Marquès de Bellpuig

La branca principal continuà amb Antoni Dameto i Dameto (1723-1805), marquès de Bellpuig i regidor perpetu de Palma. Tengué diversos fills: Francesc, Joan (cavaller de l'Orde de Malta), Nicolau (comanador de Malta), Ramon (comanador de Malta) i Antoni (també comanador de Malta). Antoni, casat amb Aina Cotoner i Despuig, fou algutzir major de la Reial Audiència i la seva descendència acabà en la seva besnéta Maria Dameto Fuster, esposa de Francesc de Satorras, pares de Pere Satorras, en el qual acabaria el marquesat de Bellpuig quan s'extingí la línia major. Però la dita línia major de moment continuà pel dit Francesc Dameto Despuig (1748-1828), militar destacat i successor en el títol de marquès de Bellpuig. Es casà amb Concepció Crespí de Valldaura i Lezquina, filla dels comtes d'Orgaz, Castrillo i Sumacàrcer. El seu fill, Antoni Maria Dameto i Crespí de Valldaura, es casà amb Joana de Rocabertí Boixadors i Cotoner, comtessa de Peralada, vescomtessa de Rocabertí i comtessa de Savellà, i afegí el llinatge dels Rocabertí de l'esposa al seu, de manera que començà el llinatge Rocabertí de Dameto. Morí el 1825 sense haver pogut succeir el pare com a marquès de Bellpuig, de manera que l'hereu fou el seu fill Francesc de Rocabertí Dameto i de Boixadors, el primer a reunir els títols de marquès de Bellpuig, comte de Peralada i Savellà i vescomte de Rocabertí. Es casà amb Margalida de Verí i de Sales. Tengueren dos fills mascles: Antoni, mort el 1887, i Tomàs, mort el 1898; però no tengueren successió i l'hereva fou la seva germana Joana Adelaida. Aquesta es casà amb Ramon Despuig i Fortuny, comte de Montenegro i Montoro, però tampoc no tengueren successió, de manera que els títols de Peralada, Savellà i Rocabertí passaren a Joan Miquel Sureda i de Verí, sisè marquès de Vivot com a net patern d'Aina de Pacs Boixadors i Cotoner, baronessa de Bunyolí i germana de Joana de Rocabertí Boixadors i Cotoner; en canvi, el marquesat de Bellpuig passà a Pere Satorras i Dameto com a rebesnét d'Antoni Dameto i Despuig, germà de Francesc i marquès de Bellpuig. Per la seva banda, els títols de Ramon Despuig, espòs de Joana Adelaida, acabaren als marquesos de la Torre, els quals també heretaren el patrimoni (no pas els títols) dels Dameto. D'aquesta manera acabà la casa major dels Dameto, la casa pairal dels quals, dita Can Bellpuig, Can Dameto o Cal Marquès de Bellpuig, era situada entre els carrers de Sant Gaietà, de Can Cifre i de Can Granada i la plaça de les Tortugues; fou heretada pels Trullols, marquesos de la Torre, i profundament reformada els anys cinquanta amb la reforma de Jaume III. Anteriorment havien tengut casa al carrer de les Caputxines (actualment coneguda com a Can O'Neill) i al carrer de Sant Feliu (actualment Can Quint o Can Fortesa).
La casa de Dameto que subsisteix és la que fou iniciada a final del segle xvi per Pere Dameto i Descatlar, germà d'Albertí. Per raons d'un fideïcomís, el seu fill Jordi Dameto i de Quint passà a cognominar-se Descatlar Dameto, i el mateix amb els seus hereus. Jordi es casà amb Jerònia de Puigdorfila i de Maixella, i tengué diversos fills. Per una banda, el primogènit Mateu Descatlar Dameto i de Puigdorfila, continuador de la línia fideïcomissària de Catlar. Per altra banda, el segon, Miquel Dameto i de Puigdorfila, el fill del qual, Jordi Dameto i Tril·li, morí sense fills mascles. El tercer, Joan Dameto i de Puigdorfila, es casà amb Joana Simonet i testà l'any 1666; la seva línia acabà el 1799 amb la mort de Nicolau Dameto Simonet i de Pueyo. El quart, Albertí Dameto i de Puigdorfila, mort el 1601, es casà amb Magdalena Cervera, i tengueren un fill, Joan, qui tengué dos matrimonis. Amb Isabel Palou Moranta tengué una filla, Cecília Dameto Palou, morta el 1641 sense successió; amb Jerònia Genoví i de Pujals tengué Beatriu Dameto Genoví, casada 1661 amb el donzell Antoni Ferrer de Sant Jordi i Fons, de la casa dels Ferrer de Sant Jordi.

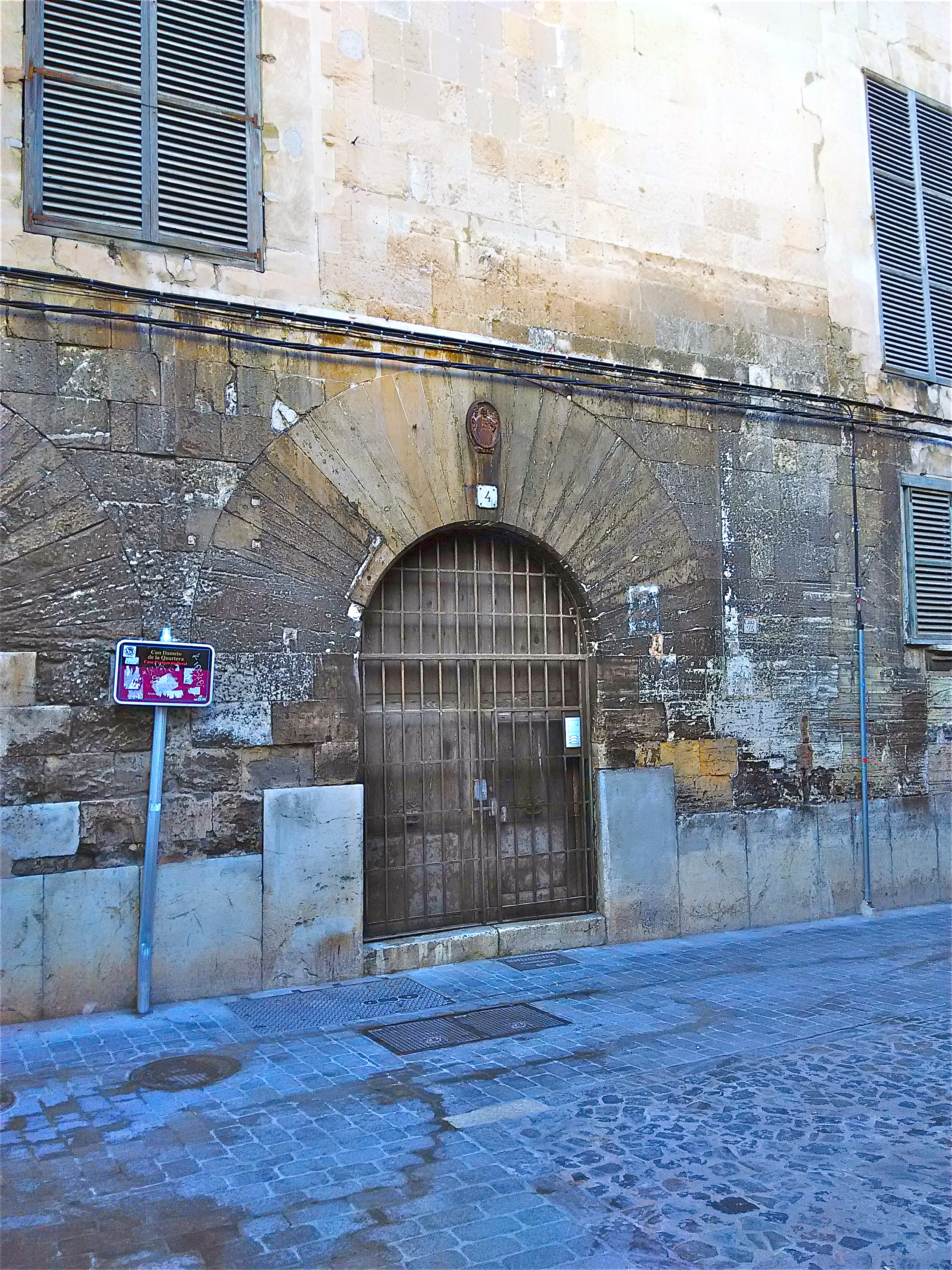
Can Dameto de la Quartera (Palma)

El dit primogènit, Mateu Descatlar Dameto i de Puigdorfila, es casà amb Aina Burguet, titular del senyoriu de la cavalleria de Llodrà (Manacor). El fill, Jordi Descatlar Dameto i Burguet, senyor de Llodrà, es casà amb Joana Rossinyol i fou pare de Nicolau Dameto i Rossinyol, senyor de Llodrà i donzell de Mallorca. També fou pare de Miquel Dameto, iniciador d'una línia bastarda. Nicolau es casà amb Eufrosina Vallespir i Trobat Malferit, filla del ciutadà militar Joan Francesc Vallespir, del qual heretà diversos fideïcomisos i, entre d'altres, una residència a Palma actualment coneguda com a Can Dameto de la Quartera, que esdevengué la casa pairal de la branca menor dels Dameto. El seu fill, Jordi Descatlar Dameto i Vallespir, mort el 1751, fou senyor de Llodrà, filipista, musicòleg i protector del pintor Mesquida. Es casà amb Magdalena Gual i Garriga, hereva de fideïcomisos dels Garriga. El 1990 l'hereu de la casa era Nicolau Dameto de Squella.